# 花橋駅 (成都市)
花橋駅（かきょうえき）は、中華人民共和国四川省成都市新津区大件路南段に位置する成都地下鉄10号線の駅である。

## 歴史
- 2019年12月27日：開業[1]。

## 駅構造
島式ホーム1面2線を有する高架駅。

## 駅周辺
- 花橋小学

## 隣の駅
成都地下鉄
■ 10号線
新津駅 (10|17) - 花橋駅 (10|18) - 五津駅 (10|19)